# Nyctemera regalis
Nyctemera regalis là một loài bướm đêm thuộc phân họ Arctiinae, họ Erebidae.